# Buckingham-Sud-Est
Pour les articles homonymes, voir Buckingham.
Buckingham-Sud-Est, ou Buckingham-Partie-Sud-Est, est une ancienne municipalité de canton de l'Outaouais, au Québec. Ayant existé de 1898 à 1975, son territoire est aujourd'hui compris dans le secteur de Masson-Angers de la ville de Gatineau.
La municipalité de la partie sud-est du canton de Buckingham est constituée le 20 janvier 1898. Elle est fusionnée avec sept autres municipalités en 1975 pour former le « Grand Buckingham », avant d'être impliquée dans une nouvelle réorganisation en 1979, donnant naissance à la ville de Masson (renommée Masson-Angers en 1992).

## Situation géographique
La municipalité du canton de Buckingham-Sud-Est est située au sud de la région administrative de l'Outaouais, dans le sud-ouest du Québec. Avant 1975, elle est bordée par la municipalité du canton de Buckingham au nord, par la municipalité du canton de Lochaber-Partie-Ouest à l'est, par la rivière des Outaouais au sud, ainsi que par les villes de Buckingham et de Masson à l'ouest.

## Histoire

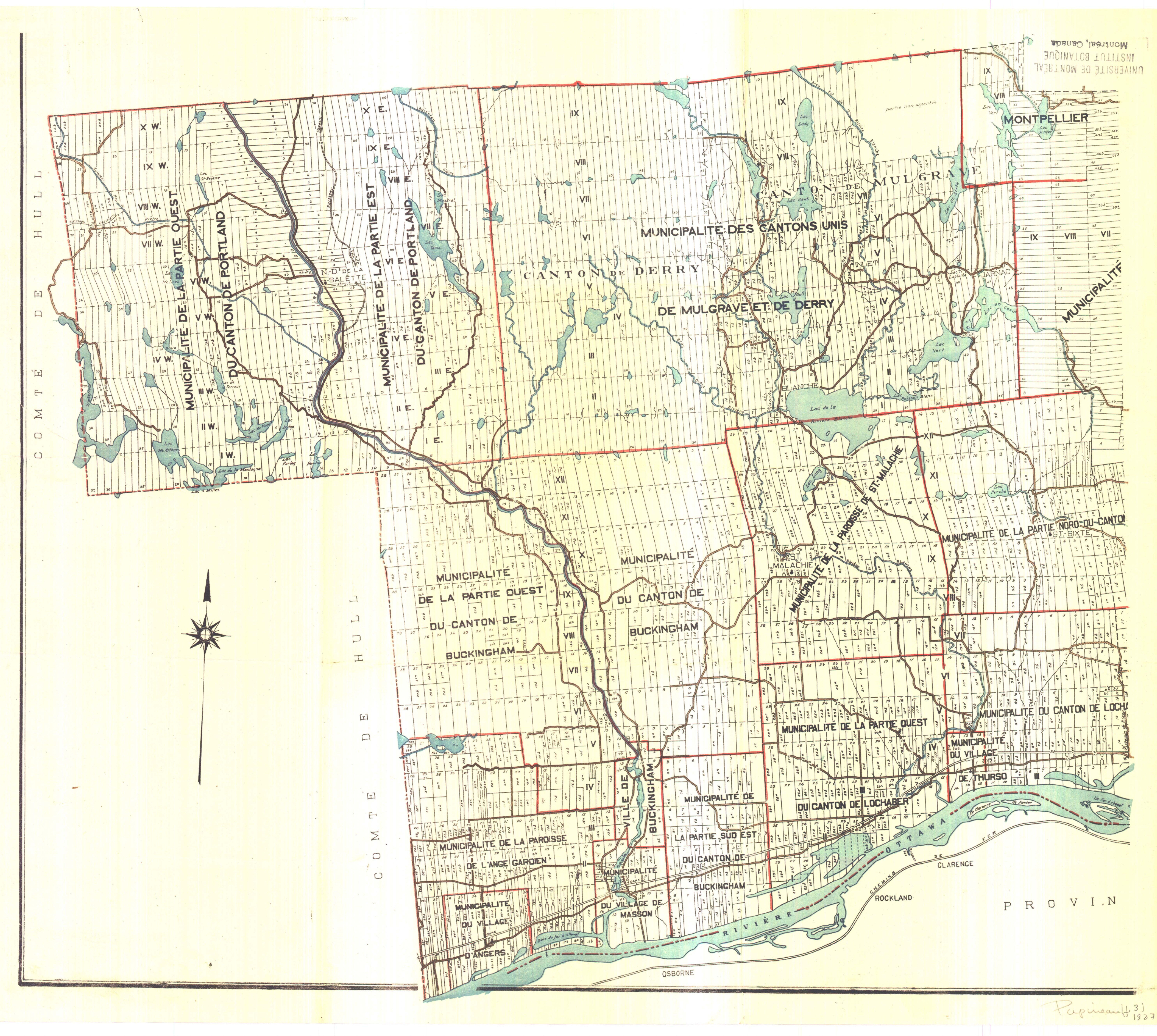
Carte du comté de Papineau en 1927 dans sa portion sud-ouest.

Le 1er juillet 1845, la municipalité de Buckingham est constituée à partir des cantons de Buckingham et de Portland. Elle est toutefois abolie en 1847 au profit de la municipalité du comté d’Ottawa, qui comprend les anciennes municipalités de Buckingham et de Lochaber, ainsi que la seigneurie de la Petite-Nation. En 1855, la loi 18 Victoria, chapitre 100, rétablit les municipalités locales tout en maintenant les municipalités de comté créées en 1847. C'est ainsi que la municipalité du canton de Buckingham est constituée le 1er juillet 1855. Le 20 janvier 1898, la municipalité de la partie sud-est du canton de Buckingham est constituée par détachement de celle-ci.
Le 1er janvier 1975, les villes de Buckingham et de Masson, la municipalité de Notre-Dame-de-la-Salette, les municipalités de canton de Buckingham, de Buckingham-Ouest et de Buckingham-Sud-Est, la municipalité de paroisse de L'Ange-Gardien et le village d'Angers fusionnent pour former la ville de Buckingham, surnommée le « Grand Buckingham ». Le 17 mai 1979, une nouvelle réorganisation municipale mène à la création de la ville de Masson, issue de l'ancienne ville du même nom, d'Angers et de Buckingham-Sud-Est. Cette ville prend le nom de Masson-Angers en 1992 à la suite d'un référendum.

## Politique et administration
| Nom                        | Période de fonction | Période de fonction |
| Nom                        | Début               | Fin                 |
| -------------------------- | ------------------- | ------------------- |
| John E. Murphy             | 28 février 1898     | novembre 1899       |
| James Smith                | 6 novembre 1899     | février 1903        |
| Séraphin Larose            | 7 février 1903      | mars 1904           |
| James Smith                | 5 mars 1904         | mars 1906           |
| Séraphin Larose            | 6 mars 1906         | janvier 1907        |
| William Gleason            | 21 janvier 1907     | mars 1909           |
| Frank J. McAndrew          | 2 mars 1909         | mars 1911           |
| Désiré Lacombe             | 7 mars 1911         | mars 1913           |
| Thomas J. McNamara         | 4 mars 1913         | mars 1916           |
| James Smith                | 8 mars 1916         | janvier 1919        |
| Séraphin Larose            | 8 janvier 1919      | 25 avril 1924       |
| William Gleason            | avril 1924          | 21 novembre 1924    |
| Joseph Robitaille          | 2 décembre 1924     | mai 1928            |
| Josephat Daoust            | 15 mai 1928         | janvier 1959        |
| Yvon Bouchard              | 14 janvier 1959     | 1er janvier 1975    |
| Source : Ville de Gatineau |                     |                     |

## Évolution démographique
| 1921 | 1931 | 1941 | 1951 | 1956 | 1961 | 1966 | 1971 |
| ---- | ---- | ---- | ---- | ---- | ---- | ---- | ---- |
| 259  | 227  | 235  | 204  | 191  | 200  | 192  | 256  |